# Helmut Sick

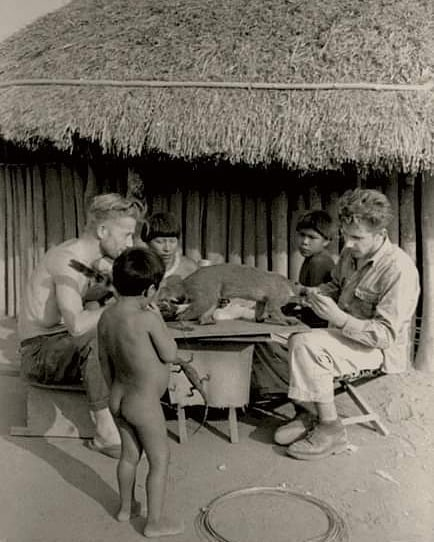
Helmut Sick (l.) und József Hidasi (1953)

Heinrich Maximilian Friedrich Helmut Sick (* 10. Januar 1910 in Leipzig; † 5. März 1991 in Rio de Janeiro) war ein deutschbrasilianischer Ornithologe, der zu den herausragendsten Experten der brasilianischen Avifauna zählt. Von den Brasilianern erhielt er den Spitznamen Sicki.

## Leben
Helmut Sick war schon als Kind und Jugendlicher von der Vogelwelt fasziniert. Mit 18 trat er dem „Verein sächsischer Ornithologen“ bei und mit 21 wurde er Mitglied bei der Deutschen Ornithologen-Gesellschaft. 1933 ging er nach Berlin und studierte 1936 bei Erwin Stresemann Ornithologie. Seine Dissertation, die 1937 im Journal für Ornithologie veröffentlicht wurde, war eine Studie zur funktionalen Morphologie über die Feinstruktur von Federn.
1939 folgte er einem Vorschlag Stresemanns und unternahm eine Expedition zur Erforschung des Rotschnabelhokkos nach Brasilien, die ursprünglich drei Monate dauern sollte. Helmut Sick betrieb anschließend weitere Forschungsarbeiten in den Bundesstaaten Espirito Santo, Rio de Janeiro und Mato Grosso, und so lebte er versteckt bis 1942 in Espirito Santo. Nachdem Brasilien 1942 Deutschland den Krieg erklärt hatte, wurde Sick inhaftiert. 1945 wurde er wieder freigelassen, blieb aber in Brasilien. 1947 trat er der AOU bei. 1952 wurde Helmut Sick brasilianischer Staatsbürger.
1957 erschien sein Buch „Tukaní“ über die erste erfolgreiche geografische und ornithologische Expedition 1943 nach Zentralbrasilien (Mato Grosso, Pará), das sehr bekannt wurde. Ab 1946 begleitete Sick als Angestellter der Fundaçao Brasil Central (FBC), einer 1943 gegründeten und von der Regierung geförderten Organisation zur Erforschung Zentralbrasiliens, diese Expedition, die über die Flussläufe des Rio Roncador, des Río Xingú und des Rio Tapajós führte. Über 500 Vogelarten wurden neu klassifiziert und mehrere Indianerstämme wurden entdeckt, die unbemerkt von der Außenwelt wie in der Steinzeit lebten. 1960 wechselte Sick zum Museu Nacional da Universidade Federal do Rio de Janeiro, wo er die ornithologische Abteilung leitete bis zu seiner Pensionierung 1981.
Das Hauptaugenmerk Sicks galt allerdings der Erforschung des Leararas (Anodorhynchus leari). Nach einer fast 25-jährigen Suche (1954–1979) und fünf Expeditionen sichteten Professor Sick und seine Expeditionsteilnehmer am 10. Januar 1979 in Raso da Catarina, im Norden des Bundesstaates Bahia die ersten Leararas in freier Wildbahn. Die Vogelart war zuvor 120 Jahre lang nur durch gefangene Exemplare und Federn bekannt gewesen.
1984 erschien sein zweibändiges Alterswerk „Ornitologia Brasileira“ (englische Ausgabe: Birds in Brazil: A Natural History, 1993), das mit 1635 beschriebenen Vogelarten zu den umfangreichsten Bestimmungsbüchern über die brasilianische Vogelwelt gehört. Das Buch entstand unter Mitarbeit von José Fernando Pacheco, Jürgen Haffer sowie Herculano F. Alvarenga und wurde von Paul Barruel und John Patton O’Neill illustriert. Darüber hinaus veröffentlichte Sick über 200 Publikationen.
Helmut Sick war Mitglied folgender Institutionen:
- American Ornithologists’ Union
- Deutsche Ornithologen-Gesellschaft
- British Ornithologists’ Union
- Asociación ornitológica del Plata
- International Ornithological Congress

Folgende Vogelarten wurden von Helmut Sick erstbeschrieben:
- Brasilia-Tapaculo (Scytalopus novacapitalis), 1958
- Gelbscheitelpipra (Lepidothrix vilasboasi), 1959
- Nördlicher Stirnhaubentapaculo (Merulaxis stresemanni), 1960
- Langschwanz-Uferwipper (Cinclodes pabsti), 1969

## Dedikationsnamen
Olivério Pinto und Hélio Ferraz de Almeida Camargo ehrten Sick 1952 im Epitheton der Unterart Schistochlamys ruficapillus sicki der Zimttangare. Dante Martins Teixeira und Luiz Pedreira Gonzaga benannten 1983 den Schwarzrücken-Ameisenfänger (Terenura sicki) nach Helmut Sick.

## Werke
- Tukaní – Unter Tieren und Indianern Zentralbrasiliens bei der ersten Durchquerung von SO nach NW. Parey, Hamburg 1957.
- Axel Amuchástegui: Studies of birds and mammals of South America. Mit Texten von Helmut Sick. John Murray in association with The Tryon Gallery, London 1967, (englisch).
- Ornitologia Brasileira. Linha Grafica Editora, Brasilia 1984, ISBN 85-230-0087-9, (portugiesisch).
- Birds of Brazil. A Natural History. Princeton University Press, Princeton NJ 1993, ISBN 0-691-08569-2.